# Дезерт-Хот-Спрингс
Дезерт-Хот-Спрингс (англ. Desert Hot Springs) — город  в округе Риверсайд штата Калифорния в США. 
Расположен в северной части округа Риверсайд в пустынной долине Коачелья в 90 км на восток от столицы округа г. Риверсайд. 
Количество населения — 25 938 человек (2010). Известен как курортное место, благодаря геотермальным источникам.
Через город проходит трансформный разлом Сан-Андреас.

## История
Первым поселенцем города был Кабот Йерха (1913), первооткрыватель местных горячих источников. Статус города с 1941 года. В 1950-х годах здесь начали появляться первые гостиницы и спа-салоны. Быстрое развитие Дезерт-Хот-Спрингса началось в 1980-х — 1990-х гг.

## Демография
| Население Дезерт-Хот-Спрингса по годам | Население Дезерт-Хот-Спрингса по годам |
| -------------------------------------- | -------------------------------------- |
| 1960                                   | 1472                                   |
| 1970                                   | 2738                                   |
| 1980                                   | 5941                                   |
| 1990                                   | 11668                                  |
| 2000                                   | 16582                                  |
| 2010                                   | 25938                                  |